# Eduardo Bolsonaro
Eduardo Nantes Bolsonaro (Resende, 10 luglio 1984) è un avvocato e politico brasiliano, terzo figlio di Jair Bolsonaro, 38º Presidente del Brasile.

## Biografia
Terzo figlio di Jair Bolsonaro e della sua prima moglie Rogéria Nantes Nunes Braga Bolsonaro, entrambi i suoi fratelli hanno intrapreso la carriera politica: Flávio Bolsonaro, membro dell'Assemblea Legislativa di Rio de Janeiro (Assembleia Legislativa do Rio de Janeiro) dal 2003 al 2019 e membro del Senato Federale del Brasile per lo Stato di Rio de Janeiro dal 1º febbraio 2019, e Carlos Bolsonaro, Consigliere della città di Rio de Janeiro dal 1º gennaio 2001.

### Carriera politica

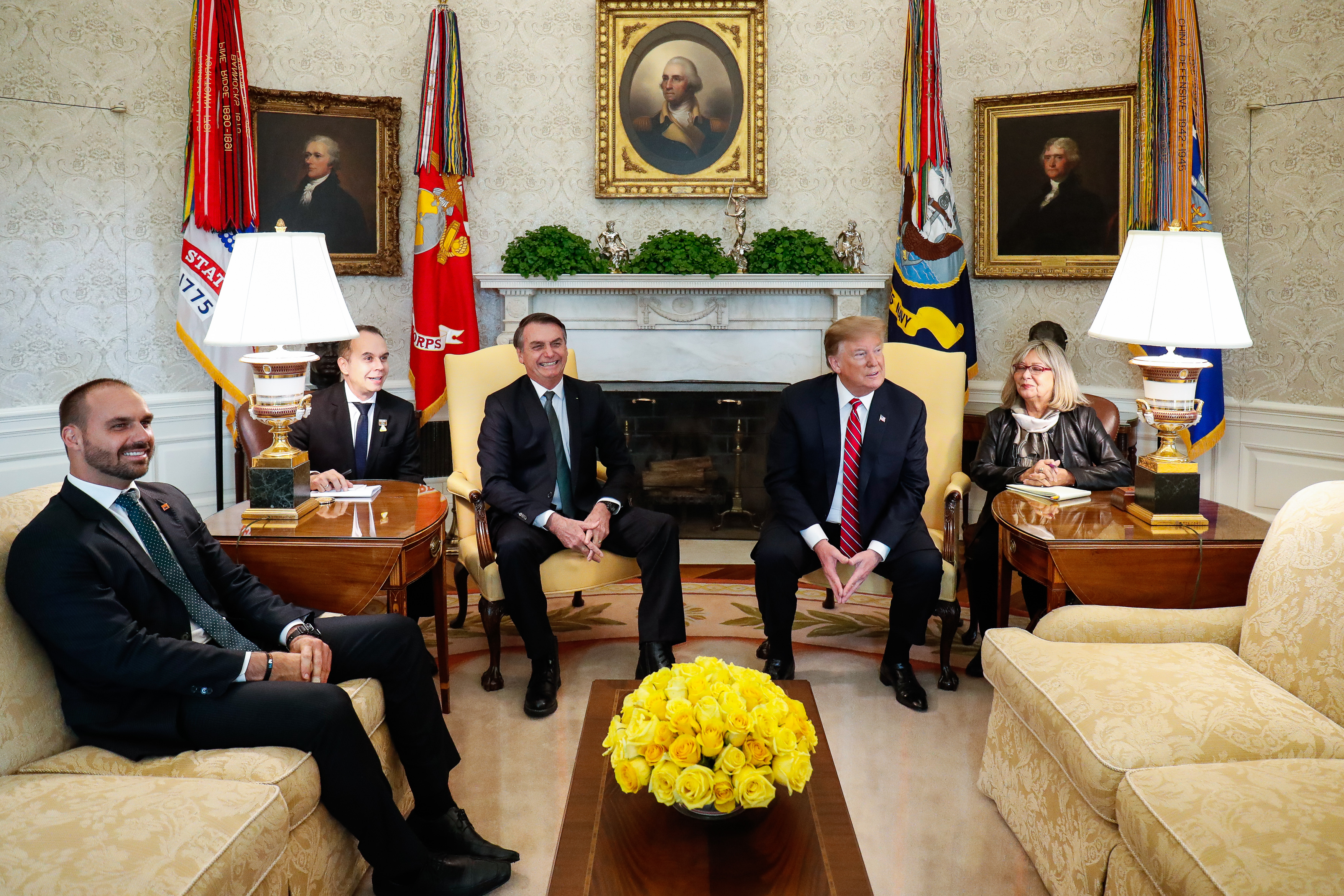
Eduardo Bolsonaro con suo padre Jair e il presidente USA Donald Trump nello Studio Ovale della Casa Bianca, 19 marzo 2019.

È membro della Camera dei Deputati del Brasile dal 2015 ed è iscritto al Partito Social-Liberale (PSL). Nel 2018 è stato rieletto per un secondo mandato come deputato federale, divenendo il legislatore più votato in tutta la storia del Brasile con oltre 1,8 milioni di voti.
Eduardo Bolsonaro ha più volte comunicato con Matteo Salvini, Ministro dell'interno e Vicepresidente del Consiglio dei ministri della Repubblica Italiana, sui social network promettendogli l'estradizione del terrorista comunista PAC Cesare Battisti come regalo all'Italia; Matteo Salvini ed Eduardo Bolsonaro si sono poi incontrati a Milano il 19 aprile 2019, occasione in cui il figlio del Presidente brasiliano ha chiesto scusa all'Italia per la latitanza del criminale Battisti in Brasile durante gli anni dei governi di sinistra.
Nel febbraio 2019 i giornali hanno riportato l'interesse manifestato dal figlio del neoeletto presidente brasiliano Jair Bolsonaro di aderire a The Movement, l'organizzazione populista di destra con base europea fondata dallo statunitense Steve Bannon (già capo stratega del Presidente Trump dal 20 gennaio al 18 agosto 2017): Eduardo Bolsonaro vi era indicato come futuro rappresentante del movimento in Sudamerica.
Alla Camera dei deputati, Bolsonaro fa parte della Commissione per gli Affari Internazionali e la Difesa Nazionale.

## Risultati elettorali
| Elezioni (anno)                       | Candidatura (Partito)                                     | Voti (n°)      | Risultato |
| ------------------------------------- | --------------------------------------------------------- | -------------- | --------- |
| Elezioni generali in Brasile del 2014 | Deputato federale per San Paolo (PSC)                     | 82.224 (64°)   | Eletto    |
| Elezioni generali in Brasile del 2018 | Deputato federale per San Paolo (PSL) 2ª volta di seguito | 1.843.735 (1°) | Eletto    |